# Arvi Lind

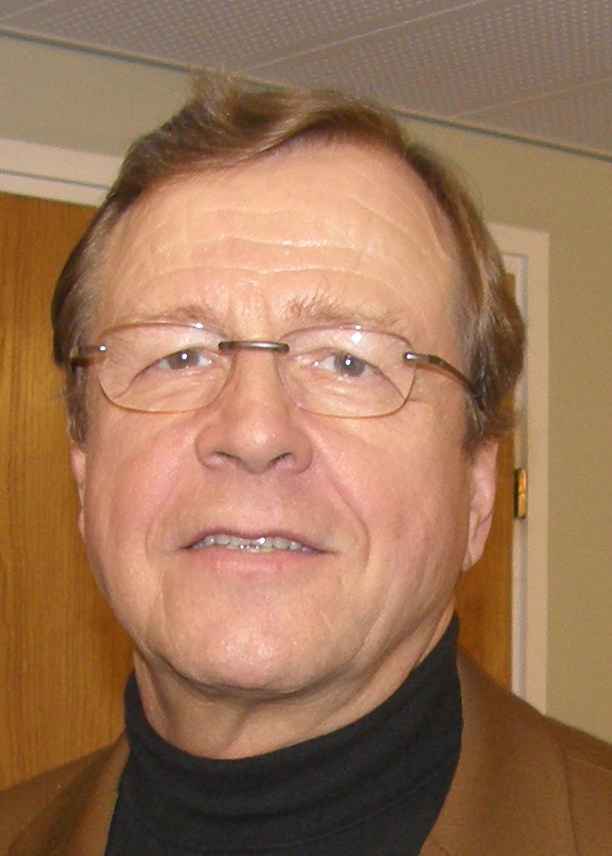
Arvi Lind

Arvi Kullervo Lind (* 21. Dezember 1940 in Lauritsala, heute Teil von Lappeenranta) ist ein finnischer Journalist.
Er arbeitete von 1965 bis 2003 beim öffentlich-rechtlichen Sender YLE TV1 als Nachrichtensprecher und ist damit einer der am längsten dort arbeitenden Sprecher.

## Leben
Seine Karriere bei YLE begann am 15. Oktober 1965, die letzte Nachrichtensendung mit ihm wurde am 15. Oktober 2003 ausgestrahlt, sie wurde von mehr als 1,6 Millionen Zuschauern gesehen. Bis Anfang des Jahres 2004 zog er sich vollständig aus der Arbeit dort zurück.
Seitdem hält er an Universitäten Vorlesungen über seine Arbeit und ist seit dem Jahr 2005 als Ombudsmann bei der Zeitung Keskisuomalainen tätig.

## Trivia
- Lind wird von Medien oft als „vertrauenswürdigster Mann Finnlands“ bezeichnet.
- Linds Sohn, Juha Lind ist professioneller Eishockeyspieler, er spielte unter anderem in der NHL.
- Lind hat in den Jahren 1999 und 2004 den finnischen Fernsehpreis Telvis gewonnen[1].
- In der Liste Suuret Suomalaiset, in der die bedeutendsten Finnen aller Zeiten aufgezählt sein sollen, befindet sind Lind auf Platz 85.
- Lind spielt sich gelegentlich in finnischen Fernsehserien[2] und Musikvideos selbst – unter anderem berichtet er im Video zu Tarja Turunens Single Until My Last Breath von ihrem fiktiven Tod.[3]